# بايرون إيفانز
بايرون إيفانز (بالإنجليزية: Byron Evans)‏ هو لاعب كرة قدم أمريكية أمريكي، ولد في 23 فبراير 1964 في فينيكس في الولايات المتحدة.

## وصلات خارجية
- بايرون إيفانز على موقع مرجع كرة القدم المحترفة.كوم (الإنجليزية)